# Microserica splendida
Microserica splendida är en skalbaggsart som beskrevs av Moser 1924. Microserica splendida ingår i släktet Microserica och familjen Melolonthidae. Inga underarter finns listade i Catalogue of Life.